# Lilavati
Lilavati (dev. लीलावती, Līlāvatī) – XII-wieczna hinduska matematyczka i filozofka.
Była przypuszczalnie córką sławnego matematyka hinduskiego Bhāskary Acāryi (1114–1185), który dokonał wielu odkryć w matematyce i astronomii. Ustalił m.in., że dzielenie danej liczby przez zero nie daje zera tylko nieskończoność, był także autorem książki matematycznej, nazwanej od imienia jego córki Lilavati. Ta książka służyła mu do uczenia córki algebry. Później Lilavati sama została znaną matematyczką i filozofką. Według innych źródeł Lilavati samodzielnie napisała tę książkę.
W Wedach (datujących się na lata 2000–3000 p.n.e.) istnieją wzmianki o innej kobiecie o takim samym imieniu, określanej jako „twórczyni matematyki”.
Szczepan Jeleński wydał w 1926 książkę popularyzującą matematykę Lilavati.